# Тимелія сіроголова
Тиме́лія сіроголова (Illadopsis albipectus) — вид горобцеподібних птахів родини Pellorneidae. Мешкає в Центральній Африці.

## Поширення і екологія
Сіроголові тимелії мешкають в Демократичній Республіці Конго, Південному Судані, Кенії, Танзанії, Центральноафриканській Республіці, Уганді і Анголі. Вони живуть у вологих рівнинних тропічних лісах і на болотах. 